# Hyla sanchiangensis
Hyla sanchiangensis är en groddjursart som beskrevs av Pope 1929. Hyla sanchiangensis ingår i släktet Hyla och familjen lövgrodor. IUCN kategoriserar arten globalt som livskraftig. Inga underarter finns listade i Catalogue of Life.